# Frostia penangensis
Frostia penangensis es una especie de coleóptero de la familia Cantharidae.

## Distribución geográfica
Habita en Malasia.